# Didier Van Cauwelaert
Didier Van Cauwelaert (n. 29 iulie 1960, Nisa, Franța) este un scriitor francez de origine belgiană care s-a născut la Nisa. A câștigat Premiul Goncourt în 1994 pentru romanul său Un Aller simple.
În 1997 a primit Marele premiu de teatru al Academiei franceze.

## Lucrări
- Vingt ans et des poussières (1982)
- Poisson d'amour (1984)
- Les vacances du fantôme (1986)
- L'orange amère (1988)
- Un objet en souffrance (1991)
- Cheyenne (1993)
- Un aller simple (1994)
- La vie interdite (1997)
- Corps étranger (1998)
- La demi-pensionnaire (1999)
- L'éducation d'une fée (2000)
- L'Apparition (2001)
- Rencontre sous X (2002)
- Amour (2002)
- Hors de moi (2003)
- L'évangile de Jimmy (2004)
- Attirances (2005)
- Cloner le Christ ? (2005)
- Le père adopté (2007)
- La nuit dernière au XVe siècle (2008)
- Les témoins de la mariée (2010)
- Le journal intime d'un arbre (2011)
- La femme de nos vies (2013)
- Le Principe de Pauline (2014)
- Jules (2015)
- On dirait nous (2016)
- Le Retour de Jules (2017)
- J'ai perdu Albert (2018)
- La personne de confiance (2019)
- L'inconnue du 17 mars (2020)
- Le pouvoir des animaux (2021)